# Antirrhinum grosii
Antirrhinum grosii ist eine Pflanzenart aus der Gattung der Löwenmäuler (Antirrhinum) in der Familie der Wegerichgewächse (Plantaginaceae).

## Beschreibung
Antirrhinum grosii ist ein Zwergstrauch, dessen aufsteigende Stängel Längen von 12 bis 40 cm erreichen. Die Pflanze ist drüsig-flaumig behaart. Die unten gegenständig und oben wechselständig stehenden Laubblätter sind 20 bis 30 mm lang und 12 bis 22 mm breit, eiförmig und stumpf. Die Blattstiele sind 2 bis 3 mm lang.
Die unteren Tragblätter ähneln den Laubblättern, die oberen sind kleiner und schmaler. Die Blütenstiele sind 3 bis 6 mm lang und kürzer als die Tragblätter. Die Kelchzipfel sind etwa 7 mm lang, eiförmig-lanzettlich und spitz. Die Krone ist 30 bis 35 mm lang und blass gelb gefärbt.
Die Früchte sind nahezu kugelförmige, drüsig-flaumig behaarte Kapseln mit einem Durchmesser von 9 bis 10 mm.

## Vorkommen und Standorte
Die Art ist im westlichen Mittel-Spanien, in der Sierra de Gredos verbreitet. Sie wächst dort in den Bergen auf Felsen.